# Kinnikuman
Kinnikuman (キン肉マン?, Kinnikuman, lett. "Uomo muscolo") è una serie manga shōnen, commedia e sport creata nel 1979 dal duo di artisti Yudetamago, composto da Yoshinori Nakai e Takashi Shimada. Il manga venne pubblicato da Shūeisha su Weekly Shōnen Jump dal 1979 al 1987 e ricevette il Shogakukan Manga Award nel 1985. Dopo 24 anni, la serie è tornata ad essere pubblicata il 28 novembre 2011 in Shū Play News, la versione web di Weekly Playboy.
Originariamente creato come parodia di Ultraman, Kinnikuman era un supereroe imbranato e maldestro che veniva chiamato in aiuto solo quando gli altri supereroi non erano disponibili e che si potenziava mangiando aglio che lo trasforma in un gigante per combattere i mostri. La sua mossa principale era il Kinniku Flash. Ma dopo i primi capitoli, Kinnikuman iniziò ad essere una serie incentrata sul wrestling dove Kinnikuman sosteneva dei match con una miriade di personaggi bizzarri dei quali molti hanno l'aspetto di giocattoli, elettrodomestici e attrezzi con gambe e braccia o parodie di wrestler famosi. Sia gli eroi che i cattivi della serie sono chiamati Chōjin (超人?, Chōjin, lett. "Superuomo"). Buona parte dei chōjin che compaiono nella serie sono stati realizzati dai fan che inviavano i loro disegni agli autori che poi inserivano nella storia.
Sono state prodotte due serie anime, derivate dal manga. La prima, intitolata semplicemente Kinnikuman è durata dal 1983 al 1986 per un totale di 137 episodi; la seconda, Kinnikuman: Kinniku-sei ōi sōdatsu-hen, basata sull'arco narrativo finale della prima serie del manga, è stato prodotto nel 1991 per un totale di 46 episodi.
La serie è stata seguita anni dopo dai sequel Ultimate Muscle, pubblicata tra il 1998 e il 2011, e da  Kinnikuman Perfect Origin Arc (キン肉マン 完璧超人始祖編?, Kinnikuman kanpeki chо̄jin shiso-hen), pubblicato a partire dal 2011.
Un nuovo adattamento anime prodotto da Production I.G, basato sul manga del 2011 e che celebra il 40° anniversario della serie televisiva anime originale, è stato trasmesso da luglio a settembre 2024 nel blocco di programmazione Agaru Anime di CBC e TBS, ed è stato trasmesso in streaming in tutto il mondo su Netflix. In Italia è stato pubblicato anche sul canale Anime Generation di Prime Video. La seconda stagione è stata trasmessa nello stesso blocco di programmazione da gennaio a marzo 2025. Una terza stagione è stata annunciata.

## Trama

Kinnikuman nella prima sigla iniziale dell'anime

Kinnikuman (il cui vero nome è Suguru Kinniku) è un supereroe inetto che, dopo aver conosciuto Alexandria Meat, scopre di essere il principe del Pianeta Kinniku, il pianeta dove hanno origine i più grandi eroi della galassia, e che si trova sulla Terra per sbaglio (era stato abbandonato da piccolo dai suoi genitori quando lo avevano scambiato per un maiale che si era infiltrato sulla loro astronave).
Per dimostrare di essere il degno erede al trono del suo pianeta, Suguru entra in una serie di competizioni di wrestling e combatte contro una moltitudine di chojin malvagi. La serie culminerà con un torneo a squadre (strutturato in maniera simile alle Survivor Series) fra Suguru e altri cinque pretendenti al trono.
Durante i suoi scontri Suguru incontrerà molti cattivi (Ramenman, Warsman, Buffaloman e Ashuraman) e supereroi arroganti (Terryman, Robin Mask, Wolfman), che in seguito passeranno dalla sua parte diventando suoi amici e alleati.

## Media

### Manga
Scritto e disegnato dal duo di artisti Yudetamago, composto da Yoshinori Nakai e Takashi Shimada, il manga venne pubblicato da Shūeisha su Weekly Shōnen Jump dal 1979 al 1987 e ricevette il Shogakukan Manga Award nel 1985. I singoli capitoli sono invece pubblicati da Shūeisha in formato tankōbon in 36 volumi, il primo uscito il 15 febbraio 1980, mentre l'ultimo il 15 aprile 1988.
Uno one-shot, Muscle Returns (マッスル・リターンズ?, Massuru Ritānzu), venne pubblicato Kadokawa Shoten's Kakutō Ace nel gennaio 1996.
Dopo 24 anni, la serie è tornata ad essere pubblicata il 28 novembre 2011 in Shū Play News, la versione web di Weekly Playboy.
Il 37º volume è stato pubblicato il 29 gennaio 2010, mentre l'ultimo, l'88, è stato pubblicato il 4 aprile 2025.

### Sequel e spin-off
Il primo manga spin off di Kinnikuman è Tatakae!! Ramenman (闘将!!拉麺男?), una serie incentrata sul personaggio di Ramenman e pubblicata su Fresh Jump dal 1982 al 1988 per un totale di 12 volumi pubblicati tra il 1983 e il 1989. Nel 1998 e nel 1999, Tatakae!! Ramenman è stata ripubblicata in 9 volumi nel 2002 in 8 volumi, e nel 2009 in 5 volumi.
Dopo la pubblicazione di numerosi one-shot di Ultimate Muscle (キン肉マンⅡ世?, Kinnikuman Nisei) dall'agosto 1997 al febbraio 1998, la serie è stata serializzata su Weekly Playboy da aprile 1998 al 2004 e pubblicata in 29 volumi dal 19 ottobre 1998 al 19 agosto 2005. Un ulteriore sequel, Ultimate Muscle: Chōjin Tag Hen (究極の超人タッグ編?, Kyūkyoku no Chōjin Taggu Hen) è stato pubblicato dal 2004 al 2011 e pubblicato in 28 volumi dal 18 novembre 2005 al 19 dicembre 2011.

### Anime
La prima serie, Kinnikuman, è stata diretta da Yasuo Yamayoshi, Takenori Kawada e Tetsuo Imazawa e prodotta dallo studio Toei Animation. È andata in onda per un totale di 137 episodi dal 3 aprile 1983 al 1º ottobre 1986 sui canali giapponesi NTV e Animax. La seconda stagione di 46 episodi, Kinnikuman: Kinniku-sei ōi sōdatsu-hen, è stata diretta da Atsutoshi Umezawa ed è stata trasmessa dal 6 ottobre 1991 al 27 settembre 1992.
La prima serie impiega tre differenti sigle iniziali e quattro finali. Quelle iniziali sono rispettivamente Kinnikuman Go Fight! (ep. 1-65), Honoo no Kinnikuman (ep. 66-124) e Kinnikuman Sensation (ep. 125-137) tutte e tre cantate da Akira Kushida mentre quelle di chiusura invece sono Niku 2x9 Rock n' Roll (ep. 1-65), Kinniku Mambo (ep. 66-96, 107-124), Kinnikuman Ondo (ep. 97-106) e Kinnikuman Club (ep. 125-137); come nel precedente caso sono tutte cantate da Akira Kushida, fatta eccezione per Kinnikuman Ondo, che viene cantata in coppia con Minori Matsushima. La seconda serie fa uso invece dei brani Zudadan! Kinnikuman di Kenji Suzuki in apertura e Getsu! Ka! Sui! Moku! Kinnikuman di Kent Derricot in chiusura.
Il 16 marzo 2023 è stato annunciato un nuovo anime per celebrare il 40° anniversario della serie televisiva originale. In seguito è stato confermato che si tratta di una serie televisiva, intitolata Kinnikuman Perfect Origin Arc (キン肉マン 完璧超人始祖編?, Kinnikuman kanpeki chōjin shiso-hen), basata sull'omonimo arco narrativo del manga del 2011, prodotta da Production I.G e diretta da Akira Sato, con Makoto Fukami responsabile della sceneggiatura, Hirotaka Marufuji che cura il character design e Yasuharu Takanashi che compone la colonna sonora. È stata trasmessa dal 7 luglio al 22 settembre 2024 nel blocco di programmazione Agaru Anime di CBC e TBS, mentre Netflix ha concesso la licenza per lo streaming settimanale in tutto il mondo a partire dall'8 luglio dello stesso anno. In Italia è stata pubblicata anche sul canale Anime Generation di Prime Video. Dopo l'episodio finale della prima stagione, è stata annunciata una seconda stagione, che è stata trasmessa nello stesso blocco di programmazione dal 12 gennaio al 30 marzo 2025. Nell'agosto 2025 è stata annunciata la terza stagione.

### Film
Dall'anime furono tratti sette film cinematografici:
- Stolen Championship Belt
- Great Riot! Seigi Choujin
- Seigi Choujin vs. Ancient Choujin
- Counterattack! The Underground Space Choujins
- Hour of Triumph! Seigi Choujin
- Crisis in New York!
- Seigi Choujin vs. Senshi Choujin

### Videogiochi
Vennero realizzati anche molti videogiochi su Kinnikuman a partire da Tag Team Match M.U.S.C.L.E. (1985) per Nintendo Entertainment System, tra cui:
- Kinnikuman: Kinniku Ōkurai Sōdatsusen: seguito di Tag Team Match M.U.S.C.L.E., presenta alcune migliorie apportate al sistema di gioco.
- Galactic Wrestling: uscito originariamente in Giappone con il titolo Kinnikuman Generations, gioco che mischia wrestling e picchiaduro per PlayStation 2[37], esiste una conversione per PlayStation Portable chiamata Kinnikuman Muscle Generations[38].
- Kinnikuman Muscle Grand Prix: gioco che ha più elementi in comune con un tradizionale picchiaduro che con un gioco sul wrestling. È uscito per arcade e PS2.
- Kinnikuman Muscle Grand Prix 2: molto simile al precedente, vengono aggiunti Neptuneman, Big The Budo e i cinque Principi del Destino fra i personaggi giocabili. È stato pubblicato per PS2.

## Merchandising
Insieme all'anime, vennero prodotte una moltitudine di gadget correlati a Kinnikuman. I più celebri sono sicuramente i pupazzetti di gomma Kinkeshi che raffigurano i vari chojin apparsi nella serie. La popolarità dei Kinkeshi fu così grande che vennero importati negli Stati Uniti con il nome di M.U.S.C.L.E. (Millions of Unusual Small Creatures Lurking Everywhere) e in Italia, alla fine degli anni '80, con il nome di Exogini - I Misteriosi Alieni, distribuiti dalla GiG. Questi pupazzetti non erano altro che i personaggi della serie Kinnikuman.

## Accoglienza
Nel sondaggio Manga Sōsenkyo 2021 indetto da TV Asahi, 150 000 persone hanno votato la loro top 100 delle serie manga e Kinnikuman si è classificata al 63º posto.